# 34646 Niaclements
34646 Niaclements è un asteroide della fascia principale. Scoperto nel 2000, presenta un'orbita caratterizzata da un semiasse maggiore pari a 2,7886204 au e da un'eccentricità di 0,0555501, inclinata di 0,43396° rispetto all'eclittica.